# TV5 (Латвия)
TV5 Rīga (до 30 сентября 2001 года — «TV Rīga») — бывший латвийский телевизионный канал, осуществлявший вещание на русском языке. Кроме местных новостных передач собственного производства «Вечер новостей», «Вечер@22» и «Криминал+», основу телеканала составляли российские фильмы и сериалы. Начиная с сезона 2013—2014 годов, телеканал вёл прямую трансляцию домашних игр хоккейного клуба «Динамо (Рига)».

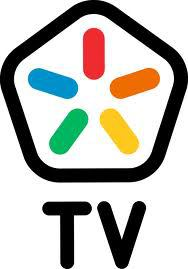
Логотип был с 2001 по 2011 год, а с 2011 по 2012 год был серебряным.

Прекратил вещание по экономическим причинам с 31 марта 2016 года. Люди видели на своих экрана надпись *Спасибо что вы смотрели нас*.  С 1 апреля 2016 года частота телеканала была списана.

## История
Телекомпания, изначально называвшаяся TV Rīga, начала вещание в качестве городского канала латвийской столицы в июне 1996 года. Зона распространения сигнала находилась в радиусе 70 километров от Рижской телебашни. Канал TV Riga неоднократно становился объектом претензий со стороны Национального совета по радио и телевидению Латвии, вследствие чего в 1999 году лицензия на вещание телекомпании была приостановлена. Вновь получить разрешение на вещание компании TV Riga удалось лишь в 2001 году. TV Riga вышел в эфир 1 октября 2001 года под логотипом TV5,.
Зона вещания канала покрывала более 80 процентов территории Латвии. Главным продуктом канала TV5 являлись новостные передачи — «Вечер новостей», «Новости @ 22» и «Криминал+». В 2013—2014 годах выходила социальная передача «Наша тема», а в 2014 году — цикл документальных фильмов о Латвии «Латвийские файлы».
9 января 2012 года владельцы TV3 объявили о покупке LNT и TV5. 12 января было объявлено, что команду телеканала отправили в трёхнедельный неоплачиваемый отпуск, из-за чего прекратили выход главные программы канала — «Криминальная Латвия», «Без цензуры», «Вечер новостей», «Политика с Юрием Соколовским» и «Обратный отсчёт». С 23 января в эфир канала вернулась программа «Без цензуры» и обновлённый новостной выпуск «Вечер@22».
C 24 июля 2012 года канал начал выходить с новым логотипом — белая цифра 5 в голубом кружочке. С 30 июля 2012 года обновилась сетка вещания канала — появился «Вечер новостей» в 20.20 и программа «Криминал плюс» в 20.30.
C января 2013 года канал существенно изменил сетку вещания. Наряду с новыми сезонами российских сериалов, в эфир выходили популярные рейтинговые ток-шоу Украины, российских каналов ТВ3 и СТС, а также новые местные продукты. Так, с 15 апреля 2013 года по декабрь 2014 года ежедневно по будням выходила передача «Наша тема», затрагивающая социальные темы, волнующие жителей Латвии.
В январе 2016 года объявлено, что в конце марта канал по финансовым соображениям прекратит вещание. 31 марта 2016 года телеканал прекратил вещание. В мае 2016 года WebArchive поставил tv5.lv в список несуществующих сайтов в мире.

## Владельцы
Канал TV5 несколько раз менял владельцев. В 2005 году интерес к TV5 проявлял и российский бизнесмен Борис Березовский. С 28 мая 2008 года 100 % акций телекомпании (как и другой телекомпании, LNT) принадлежит концерну Руперта Мердока — News Corporation. Но уже весной 2010 года их выкупает Neatkarīgie nacionālie mediji, компания, принадлежащая основателю LNT Андрейсу Экису. В январе 2012 года канал TV5, вместе с каналами LNT и Kanals 2, приобрёл концерн Modern Times Group.

## Бывшие программы
Собственное производство
- Вечер@22
- Криминал плюс
- Вечер новостей

Передачи независимых продюсеров
- Хочу домой
- Азбука здоровья
- Деловой подход
- Региональные новости
- Дневники Новой волны

Приобретённые
- 6 кадров
- Не Ври Мне
- Кривое зеркало
- Окна
- Правда жизни
- Джойс Майер. «Жизнь, полная радости»
- Параллельный мир
- Ты не поверишь!
- Криминальная Россия
- Человек-невидимка
- Папа попал
- Семейный размер